# Nashville Soccer Club (USL)
El Nashville Soccer Club fue un equipo de fútbol profesional estadounidense con sede en Nashville, Tennessee. Fundado en 2016, el equipo hizo su debut en la USL Championship en 2018.

## Historia
El club fue anunciado el 19 de mayo de 2016. El grupo propietario está compuesto por David Dill, presidente y director de operaciones de LifePoint Health; Christopher Redhage, cofundador de ProviderTrust, una compañía de software de cuidado de la salud, y exjugador profesional de fútbol; y Marcus Whitney, presidente de Jumpstart Foundry, un fondo de innovación en atención médica, y expresidente del Nashville F. C., el equipo amateur existente de la ciudad.
El equipo adquirió el nombre del equipo, el logotipo y el esquema de colores del amateur Nashville FC, creado en 2013, a cambio de una participación del 1 por ciento en el capital del equipo USL y un asiento con derecho a voto en su consejo. En septiembre de 2016, el equipo de la USL cambió su nombre a Nashville Soccer Club, o Nashville S.C.
Gary Smith, quien lideró a los Colorado Rapids a ganar un campeonato de la Copa MLS 2010, fue contratado como entrenador en jefe y director técnico el 12 de abril de 2017.
El 4 de marzo de 2017, John Ingram, bajo la entidad Nashville Holdings LLC, compró una participación mayoritaria en DMD Soccer, el grupo propietario de Nashville S. C. Ingram también encabezó la apuesta para traer una franquicia de la Major League Soccer (MLS) a Nashville, y la asociación entre Ingram y Nashville S.C. fue vista como un esfuerzo para presentar un frente unido a la MLS luego de que Nashville fuera nombrado uno de los diez finalistas. El 20 de diciembre de 2017, Nashville fue seleccionada como la 24.ª franquicia de la MLS. El equipo que aún no se ha nombrado comenzará a jugar en 2019 o 2020. Ingram espera que el equipo de la MLS también lleve el nombre de Nashville S. C., pero no se ha tomado una decisión final.
Jugó su primer encuentro el 10 de febrero de 2018, contra el Atlanta United de la MLS por la pretemporada, jugaron bajo la lluvia en el First Tennessee Park ante 9.059 espectadores, Atlanta ganó por 3-1; Ropapa Mensah anotó el primer gol del club al minuto 64. Su primer encuentro por la temporada regular fue le 17 de marzo contra el Louisville City FC en el Louisville Slugger Field, Nashville perdió por 2-0. La primera victoria oficial del club llegó el 31 de marzo por 1-0 sobre el Bethlehem Steel FC, Michael Cox anotó el único gol del encuentro vía penalti. Logró clasificar a la postemporada en su primer año en la USL (actual USL Championship), aunque fue eliminado en primera ronda por el FC Cincinnati.
El club desaparece el 3 de noviembre de 2019 luego de ser promovido a la MLS y ahora es el Nashville SC.

## Estadio
En su temporada inaugural el equipo jugará en First Tennessee Park. El inquilino principal del estadio es Nashville Sounds, un club de béisbol de la Triple-A Minor League. El equipo evaluará su primera temporada antes de determinar los planes del estadio para 2019 y más allá.

## Entrenadores
- Gary Smith (Desde 2018)

## Aficionados
El principal grupo de seguidores del Nashville S. C. es The Roadies. Creado en febrero de 2014 durante la creación de Nashville F. C., la franquicia amateur de NPSL. The Roadies Group continúa apoyando a la nueva franquicia. Luego, en 2017, se funda un nuevo grupo de seguidores bajo el nombre The Assembly.